# Svjetsko prvenstvo u nogometu – Maroko, Portugal i Španjolska 2030.
Svjetsko prvenstvo u nogometu 2030. bit će 24. Svjetsko prvenstvo u nogometu, četverogodišnji međunarodni nogometni turnir na kojem sudjeluju nacionalne momčadi članica FIFA-e.
Turnir će zajednički organizirati od 8. lipnja do 21. srpnja 2030.: Maroko, Portugal i Španjolska. U čast stogodišnjice prvog Svjetskog prvenstva u nogometu 1930. godine, posebna utakmica i proslava stogodišnjice održat će se na stadionu Centenario u Montevideu u Urugvaju - stadionu domaćinu finala 1930. godine, kao i po jedna utakmica u Buenos Airesu u Argentini i u Asunciónu, u Paragvaju.
Ovo će biti prvo Svjetsko prvenstvo održano u Sjevernoj Africi, kao i bilo gdje u Africi od 2010. godine; u Južnoj Americi od 2014. godine, kao i u Europi od 2018. godine. Što se tiče zemalja, ovo će biti prvo Svjetsko prvenstvo održano u Maroku, Portugalu i Paragvaju; u Urugvaju prvi put od prvog turnira 1930. godine; u Argentini prvi put od 1978. godine; i Španjolskoj prvi put od 1982. godine.